# Rafael Leão
Rafael Alexandre Conceição Leão, född 10 juni 1999 i Almada, är en portugisisk fotbollsspelare som spelar för italienska AC Milan.